# Pan-continentaal kampioenschap curling vrouwen
Het pan-continentaal kampioenschap curling voor vrouwen is een jaarlijks curlingtoernooi, dat in 2022 voor het eerst werd georganiseerd.

## Geschiedenis
Het eerste continentale kampioenschap curling was het Europees kampioenschap van 1975. In 1991 werd voor het eerst het Pacifisch-Aziatisch kampioenschap georganiseerd. Doorheen de jaren groeide het ledenaantal van de World Curling echter verder uit met leden uit andere werelddelen. Hierop werd in 2021 beslist om het Pacifisch-Aziatisch kampioenschap op te heffen en te vervangen door een pan-continentaal kampioenschap waarin alle niet-Europese landen het tegen elkaar konden opnemen.
Naar analogie met het EK wordt er met een A- en B-divisie gewerkt. In de A-divisie vechten acht landen om de titel. De top vijf plaatst zich voor het komende wereldkampioenschap. Het achtste land degradeert naar de B-divisie, en wordt in de eerstvolgende editie vervangen door de winnaar van de B-divisie.
De eerste editie werd in 2022 gehouden in het Canadese Calgary, en werd gewonnen door Japan. De tweede editie vond ook plaats in Canada. Ditmaal was Kelowna gaststad van dienst. Zuid-Korea won de finale van de uittredende kampioen Japan. De derde editie werd in 2024 gehouden in Lacombe, Canada. Het gastland ging ditmaal met de titel aan de haal.

## Erelijst
| Jaar | Plaats                     |  | Goud       | Zilver     | Brons            |
| ---- | -------------------------- |  | ---------- | ---------- | ---------------- |
| 2022 | Calgary, Canada            |  | Japan      | Zuid-Korea | Canada           |
| 2023 | Kelowna, Canada            |  | Zuid-Korea | Japan      | Verenigde Staten |
| 2024 | Lacombe, Canada            |  | Canada     | Zuid-Korea | China            |
| 2025 | Virginia, Verenigde Staten |  |            |            |                  |

## Medaillespiegel
| Plaats | Land             | Goud | Zilver | Brons | Totaal |
| 1      | Zuid-Korea       | 1    | 2      | 0     | 3      |
| 2      | Japan            | 1    | 1      | 0     | 2      |
| 3      | Canada           | 1    | 0      | 1     | 2      |
| 4      | China            | 0    | 0      | 1     | 1      |
| 4      | Verenigde Staten | 0    | 0      | 1     | 1      |
| Totaal | Totaal           | 3    | 3      | 3     | 9      |